# Medasina similis
Medasina similis är en fjärilsart som beskrevs av Moore 1888. Medasina similis ingår i släktet Medasina och familjen mätare. Inga underarter finns listade i Catalogue of Life.